# Encefalomielitis equinas
Las encefalomielitis equinas son virosis febriles del caballo y el hombre con implicación variable de SNC, transmitidas por mosquitos, propias del continente americano y causadas por agentes del género Alphavirus.

## Etiología
Los virus responsables de la encefalomielitis equina del este (EEE), la encefalomielitis equina del oeste (EEO) y la encefalomielitis equina venezolana (VEE) pertenecen al Género Alphavirus, Familia Togaviridae. 
Están integrados por un ARN monocatenario, viriones esféricos, nucleocápsida icosaédrica y peptómeros glicoproteicos. 
Son poco resistentes en el medio ambiente y son fácilmente cultivables en embrión de pollo y cultivos celulares.
El virus de la EEE presenta dos variedades. La variante presente en Norteamérica es más patógena que la aislada en Centro y Sudamérica. Puede producir enfermedad en caballos, humanos y algunas variedades de pájaros.
El complejo vírico de la VEE contiene al menos 8 subtipos víricos diferentes divididos en subtipos enzoóticos y epizoóticos. 
Los subtipos enzoóticos se encuentran circunscritos a zonas geográficas determinadas, donde desarrollan ciclos naturales silenciosos entre mosquitos y roedores. No son patógenos para los caballos. Por el contrario, los subtipos epizoóticos son los responsables de la mayoría de las epidemias producidas, siendo muy patógenos para los caballos y afectan en ocasiones a los humanos.

## Epidemiología
El ciclo básico de la EEE y de la EEO se desarrolla entre aves silvestres y domésticas (gorriones, pinzones), que actúan como hospedadores amplificadores asintomáticos y que durante todo el ciclo permanecen asintomáticas, y diversas especies de mosquitos. Los mosquitos contraen la infección al alimentarse con la sangre de aves virémicas. Una vez en su interior, los virus se multiplican intensamente en el intestino medio y migran finalmente a las glándulas salivares desde donde pueden infectar a otro hospedador. En estos mosquitos el virus se puede transmitir de forma transestadial, transovárica y venérea.
En las áreas endémicas el ciclo enzoótico no se interrumpe debido a la existencia de condiciones de temperatura y humedad adecuadas para la pervivencia de los mosquitos a lo largo de todo el año. En estas zonas los principales vectores son Culiseta melanura (EEE), y Culex tarsilis, Aedes dorsalis y A. campestris (EEO), mosquitos todos ellos ornitofílicos que sólo en raras ocasiones se alimentan de otras especies.
Puede ocurrir, no obstante, que en épocas templadas y húmedas del año estos vectores se extiendan a otras zonas donde coinciden con distintas especies de aves migratorias que actúan como reservorio amplificador. En estas ocasiones pueden verse involucrados en el ciclo otras especies de mosquitos (Aedes sollicitans, Aedes vexans), que actúan como vectores puente al alimentarse tanto de aves como de équidos y humanos, extendiendo así la infección a estas especies. En estas áreas templadas los brotes son claramente estacionales, con máximos entre agosto-septiembre y desapareciendo con las primeras heladas.
Una vez desarrollado un brote en una determinada explotación, la infección puede transmitirse por pica o canibalismo entre los pájaros afectados.
En el ciclo de la VEE cabe diferenciar un ciclo enzoótico producido por las variedades D, E y F, del ciclo epizoótico producido por A, B y C. 
El ciclo enzoótico se encuentra en las selvas húmedas y regiones pantanosas, desarrollándose entre roedores y marsupiales (ocasionalmente aves) y mosquitos de varias especies del género Culex. La infección en estos reservorios es asintomática, produciendo una viremia alta. Este contagio se incrementa en épocas de lluvias. El hombre y el caballo se infectan por virus enzoóticos al penetrar en sus focos naturales, aunque no suelen ser susceptibles a este tipo de virus. Estos casos son esporádicos y nunca se han producido grandes epidemias.
El ciclo epizoótico se mantiene entre équidos que actúan como amplificadores y varias especies de mosquitos (Culex) equinofílicos. El papel de los équidos como amplificadores es esencial en el mantenimiento de la enfermedad. 
La infección de otros vertebrados, incluido el hombre, parece secundario en el ciclo del virus y no contribuyen para nada en el mantenimiento de la enfermedad. 
El mantenimiento invernal del virus pudiera realizarse por una transmisión de bajo nivel équido-mosquito u otros mecanismos desconocidos. 
Los brotes epidémicos se producen en zonas áridas o semiáridas o con lluvias estacionales.
En cuanto a su distribución geográfica los virus de la EEE y la EEO se encuentran en América del Norte, Centro y Sur, extendiéndose también hacia el Caribe. Por su parte el VEE es endémico de América Central y del Sur, extendiéndose a zonas determinadas de Norteamérica (Rocosas y Florida). La mayoría de los brotes epidémicos se producen en el Norte y Oeste de Sudamérica, aunque periódicamente pueden extenderse hacia el Norte.

## Patogenia
Tras la inoculación, el virus se replica en el punto de entrada y/o en los ganglios regionales, dando lugar a una viremia primaria de bajo título, tras la que invade los tejidos blanco extraneurales, como SRE, fibra muscular estriada, tejidos conjuntivo y linfoide, y médula ósea. 
Su nueva multiplicación determina viremia secundaria, de título elevado, que ya permite la adquisición de dosis infectantes por los vectores, da a la fiebre el carácter bifásico típico, y facilita el paso del virus a SNC, tanto a través del endotelio capilar como vehiculado en LCR, previa invasión del plexo coroideo. Una vez en él, invade sustancia gris causando neuronolisis y neuronofagia, e induciendo infiltración mononuclear perivascular e intersticial. El virus que invade SNC es destruido o permanece secuestrado en él, pero no retorna a la circulación.
El resultado de la infección depende mucho de la situación inmunitaria individual, y de que se establezca una respuesta humoral eficaz antes de que el virus invada SNC, con daños mortales o secuelas irreversibles. 
La EEE es especialmente precoz en invadir SNC, pero las lesiones sistémicas causadas por la VEE son suficientes a menudo para causar la muerte con poca o ninguna manifestación neurológica.

## Clínica
Los virus de las encefalitis equinas normalmente sólo causan enfermedad en los équidos y los humanos. La infección en otras especies suele ser asintomática.
- EEE y EEO presentan sintomatología similar en caballos, aunque la primera suele ser más corta y mortífera. Se produce un cuadro febril, que en los casos leves es único y del que se suele recuperar, con fiebre, anorexia y depresión, y en los casos más graves difásico, viniendo acompañada la segunda fase de la típica sintomatología nerviosa. El animal se encuentra deprimido, con la cabeza gacha, cerca del suelo, labios flácidos, incapacidad para deglutir y dificultad en la visión. Extremidades separadas, movimientos musculares involuntarios, movimientos en círculo o sin dirección aparente, ataxia, parexia y parálisis. Al final decúbito lateral, convulsiones y muerte.

Duración del proceso aproximadamente una semana con mortalidad en los casos más graves del 75-90 %.
En algunas ocasiones puede observarse esta sintomatología también en cerdos.
- Los subtipos enzoóticos de la VEE normalmente infectan al caballo subclínicamente.

El subtipo epizoótico puede causar infección subclínica o síndromes clínicos distintos. Uno similar al del EEE/EEO caracterizado por un síndrome febril seguido de sintomatología nerviosa y algunas veces diarrea y cólico, y otro representado por una forma aguda febril sin sintomatología nerviosa. Esta segunda forma puede incluir fiebre, debilidad, depresión, anorexia, cólico y diarrea.

## Lesiones
- Las lesiones son normalmente inespecíficas.

En la EEE/EEO puede detectarse una intensa inflamación de la materia gris, degeneración neuronal, infiltración de células inflamatorias, gliosis y hemorragias. En algunas ocasiones ambas enfermedades pueden ser diferenciadas entre sí por la localización y los patrones lesionales cerebrales.
- Los caballos con VEE desarrollan lesiones neurológicas que varían entre una ausencia completa de lesiones, hasta importantes necrosis con hemorragias. En el páncreas, hígado y corazón pueden detectarse ocasionalmente focos necróticos

## Diagnóstico
- Clínico-epidemiológico-lesional: más fácil y fiable en las formas norteamericanas, más ricas en signos neurológicos que la venezolana, pero las tres pueden confundirse entre sí. Son importantes la estacionalidad y/o la abundancia de mosquitos.

- Laboratorial: por aislamiento del virus en cultivo celular o en ratón lactante, a partir de sangre en fase febril o de otros tejidos post mortem; o bien por neutralización o HA-IHA. El diagnóstico serológico requiere demostrar seroconversión.

## Lucha
- En zonas enzoóticas o de alto riesgo se utiliza inmunoprevención; existen vacunas atenuadas para la VEE, así como vacunas inactivadas monoespecíficas y mixtas para dos o las tres encefalitis; la primera se administra en una sola dosis, y las otras en dos, separadas 7-10 días; en todas se revacuna anualmente.

- El control de vectores mediante fumigación aérea de grandes extensiones con malatión o piretroides a muy baja concentración ha resultado útil, incluso en grandes epizootias. Más difícil y ecológicamente comprometido es actuar sobre los reservorios aviares.

- Las medidas de higiene y policía sanitaria son imprescindibles. La utilización de mosquiteros y desinsectación de cuadras, y el secuestro sanitario de las explotaciones afectadas son también necesarios para limitar la extensión y los daños del proceso.

## Aspectos zoonóticos
Las encefalomielitis equinas son zoonóticas: la EEE es esporádica, pero muy grave en el hombre, y presenta una mortalidad del 70 %. La VEE causa normalmente un cuadro febril, pero pocos casos encefalíticos, aunque en éstos la mortalidad es del 25-30 %; la EEO produce tasas de muerte del 1 %.
El mayor riesgo para veterinarios está en las heridas durante tratamiento o necropsia de caballos enfermos.